# Lucio Colletti
Lucio Colletti (Roma, 8 dicembre 1924 – Venturina Terme, 3 novembre 2001) è stato un filosofo e politico italiano.

## Biografia
Nato l'8 dicembre 1924 a Roma, partigiano, aderente al Partito d'Azione prima e Partito Comunista Italiano (PCI) poi, dopo la laurea in filosofia insegnò Storia della filosofia e Filosofia teoretica all'Università degli Studi di Roma "La Sapienza". Allievo di Galvano Della Volpe, militò nel PCI fino al 1964, anno in cui uscì dal partito su posizioni di sinistra radicale. Quindi fondò e diresse il periodico La Sinistra (1966-1967).
Pubblicò nel 1969 il volume Il marxismo e Hegel che rinnovò in profondità gli studi marxisti occidentali. La sua crisi teorica, a lungo maturata, fu testimoniata dalla celebre Intervista politico-filosofica del (1974), apparsa dapprima sulla rivista inglese New Left Review e poi in volume presso i tipi della Casa editrice Laterza, volume con cui l'allora direttore editoriale Enrico Mistretta iniziò l'innovativa serie dei libri-intervista. Laterza fu per Lucio Colletti l'editore di riferimento, e per molti anni ne fu anche consulente. Nel 1971 era stato tra i firmatari della lettera aperta pubblicata sul settimanale L'Espresso sul caso Pinelli e di un'altra pubblicata ad ottobre su Lotta Continua in cui esprimeva solidarietà verso alcuni militanti e direttori responsabili del giornale, inquisiti per istigazione a delinquere per il contenuto di alcuni articoli.
Intellettuale molto apprezzato dalla sinistra italiana, dal 1974 al 1978 pensò di lasciare l'Italia e di trasferirsi in Svizzera, dove insegnò filosofia all'Università di Ginevra, rivolgendo sempre più le sue letture filosofiche al mondo anglosassone del neoempirismo, anche su sollecitazione di quel suo amico e sodale che da allora fu Marcello Pera. Negli anni ottanta e negli  Anni novanta del XX secolo portò alle estreme conclusioni il processo di revisione della sua ideologia, che lo condusse dapprima a collaborare con Mondoperaio (rivista ufficiale del Partito Socialista Italiano) e, in seguito, ad aderire alla recente formazione politica di Silvio Berlusconi, Forza Italia, nelle cui liste fu eletto deputato nelle elezioni politiche del 1996 e del 2001.
Morì per un malore durante un bagno alle Terme di Calidario a Venturina, venendo poi sepolto nel cimitero del Verano di Roma.

## Opere
- Il marxismo e Hegel, in Lenin, Quaderni filosofici, Milano, Feltrinelli, 1958.
- Ideologia e società, Bari, Laterza, 1969.
- Il marxismo e Hegel, Bari, Laterza, 1969.
- Il futuro del capitalismo. Crollo o sviluppo?, a cura di e con Claudio Napoleoni, Bari, Laterza, 1970.
- Intervista politico-filosofica, con un saggio su Marxismo e dialettica, Roma-Bari, Laterza, 1974.
- Il marxismo e il "crollo" del capitalismo, a cura di, Roma-Bari, Laterza, 1975.
- Tra marxismo e no, Roma-Bari, Laterza, 1979.
- Tramonto dell'ideologia. [Le ideologie dal '68 a oggi; Dialettica e non-contraddizione; Kelsen e il marxismo], Roma-Bari, Laterza, 1980.
- Crisi delle ideologie. Intervista politico-filosofica, Il marxismo del XX secolo, Le ideologie dal '68 a oggi, Milano, Club degli editori, 1981.
- Pagine di filosofia e politica, Milano, Rizzoli, 1989. ISBN 88-17-85214-7.
- La logica di Benedetto Croce, Lungro di Cosenza, Marco, 1992. ISBN 88-85350-25-9.
- Fine della filosofia e altri saggi, Roma, Ideazione, 1996. ISBN 88-86812-14-0.
- Lezioni tedesche. Con Kant, alla ricerca di un'etica laica,a c. di Luciano Albanese, Roma, Liberal,  2008. ISBN 88-88835-26-1.
- Il paradosso del Capitale. Marx e il primo libro in tredici lezioni inedite, a c. di Luciano Albanese, Roma, Liberal 2011 ISBN 978-88-88835-44-0.
- Lezioni di filosofia politica, a c. di Luciano Albanese, Soveria Mannelli, Rubbettino, 2017  ISBN 978-88498-5173-1